# 星野正興
星野 正興（ほしの まさおき、1944年6月22日 - ）は、日本の牧師、農業従事者。
大阪市生まれ、神奈川県茅ヶ崎市にて育つ。農村伝道神学校卒業。1973年受按。秋田県八郎潟教会牧師。開拓伝道と農民運動に従事。カナダ合同教会宣教師として農村にて3年半暮らす。帰国後、都下の小さな学校農場の責任を負いながら三鷹教会の牧師を経て、1999年伊豆・松崎教会の牧師に就任。

## 著書
- 湖畔の小さな教会（新教出版社 新教新書 1983年）
- 風に吹かれて散らされて 使徒言行録からの宣教（教文館 1996年）
- 神様の正体（ミスター・パートナー 1999年）
- ひとりじゃないよ ウイリアム・クアレックの絵とともに（ミスター・パートナー 2001年）
- 30年は確実に続く夫婦の作り方（ミスター・パートナー 2003年）
- 日本の農村社会とキリスト教（日本キリスト教団出版局 2005年）
- 野菜と祈り 牧師が綴る野菜の作り方（ミスター・パートナー 2009年）

## 注
1. ↑  『現代日本人名録』